# 奥村光林
奥村 光林（おくむら こうりん、1925年1月20日 - 1994年4月27日）は、日本の経営者。京都放送社長を務めた。京都府京都市出身。

## 経歴
1950年に上智大学文学部を卒業し、同年に京都銀行に入行。
1971年11月に取締役に就任し、1974年11月に常務、1978年11月に専務を経て、1991年6月に京都放送社長に就任。
1994年4月27日急性心不全のために在任中に死去。69歳没。